# Chrysometa nuevagranada
Chrysometa nuevagranada là một loài nhện trong họ Tetragnathidae.
Loài này thuộc chi Chrysometa. Chrysometa nuevagranada được Herbert W. Levi miêu tả năm 1986.